# Wickepin
Wickepin is een plaats in de regio Wheatbelt in West-Australië.

## Geschiedenis
De Nyungah Aborigines zijn de oorspronkelijke bewoners van de streek. De naam Wickepin is afgeleid van een aborigineswoord maar de betekenis ervan is niet bekend. Wickepin Spring was een aborigineskamp dat soms door sandelhoutsnijders werd aangedaan.
In de jaren 1890 werden naar aanleiding van John Forrest's Crown Lands and Repurchase Acts een aantal landbouwdistricten waaronder Wickepin in cultuur gebracht. In 1889 opende de Great Southern Railway waardoor Narrogin ontstond en men zich in de streek vestigde. Tegen 1906 ontwikkelde zich een dorpje. De Wickepin Road District werd opgericht op 22 januari 1909. Een spoorweg tussen Narrogin en Wickepin werd geopend op 16 februari 1909.
In 1911 kreeg Wickepin een politieagent en het jaar erop een politiekantoor en gevangeniscel. Voorheen was het voor politiediensten afhankelijk van Narrogin. Voor de spoorweg in 1914 werd doorgetrokken naar Corrigin, was Wickepin een kopstation en steeg de vraag naar grond er. De plaats had een van de grootste Ford-dealerships op het zuidelijk halfrond, drie banken, verschillende smederijen en andere ondernemingen. De eerste school opende in oktober 1911 met zesentwintig leerlingen. Tegen einde 1913 werden een stenen treinstation, een hotel, een postkantoor en verschillende winkels gebouwd.
In 1914 werd de spoorweg doorgetrokken naar Corrigin. Wickepin bleef het hoofdstation op de lijn, de stoomlocomotieven werden er bevoorraad. Er was in Wickepin reeds een dokter sinds 1911 en in 1926 werd het Memorial Hospital geopend. Tot 1932 werd water uit een meer gewonnen. Dat jaar werd een stuwdam gebouwd om de treinen van water te voorzien. Vanaf 1932 maakte Wickepin deel uit van het netwerk van verzamel- en opslagplaatsen van de Co-operative Bulk Handling Group voor de opslag en het transport van de graanproductie uit de streek.
Op 21 december 1964 werd Wickepin aangesloten op het elektriciteits- en waternet. De Roads Board verhuisde in 1975 naar een nieuw gebouw. Op 27 december 1979 werd het zwembad van Wickepin officieel geopend. In 1981 reed de laatste passagierstrein en werd vervangen door een busdienst.
Op 25 september 2008 vierde Wickepin haar eeuwfeest en bouwde een eeuwfeestmuur.

## Beschrijving
Wickepin is de administratieve hoofdplaats van het lokale bestuursgebied Shire of Wickepin en het dienstencentrum voor de kleine dorpjes in de streek en de landbouwbedrijven eromheen. Het is nog steeds een verzamel- en ophaalpunt voor de oogst van de graanproducenten aangesloten bij de Co-operative Bulk Handling Group.
In 2021 telde Wickepin 380 inwoners, tegenover 347 in 2006.
Er is een zwembad en de Wickepin Districts Sports Club heeft een bowling-, golf-, tennis- en netbalclub onder haar beheer. Er zijn verscheidene kerken. Watershed News is een tweewekelijkse krant die door vrijwilligers wordt uitgegeven.

## Toerisme
- De Albert Facey Homestead is een hofstede zoals die in de jaren 1920 bewoond werd.
- Malyalling Reserve ligt 15 kilometer ten noorden van Wickepin. Er groeien unieke wilde bloemen in de lente en zomer.
- Door het Wickepin Heritage Precinct loopt een erfgoedroute.[14]

## Transport
Wickepin ligt 214 kilometer ten zuidoosten van Perth en 38 kilometer ten oosten van Narrogin, langs de Willimas-Kondonin Road die de Great Southern Highway met State Route 40 verbindt.
De spoorweg die door Wickepin loopt maakt deel uit van het goederenspoorwegnetwerk van Arc Infrastructure. Er rijden geen reizigerstreinen.

## Klimaat
Wickepin kent een warm mediterraan klimaat, Csa volgens de klimaatclassificatie van Köppen. De gemiddelde jaarlijkse temperatuur bedraagt 16,1 °C en de gemiddelde jaarlijkse neerslag 375 mm.

## Galerij

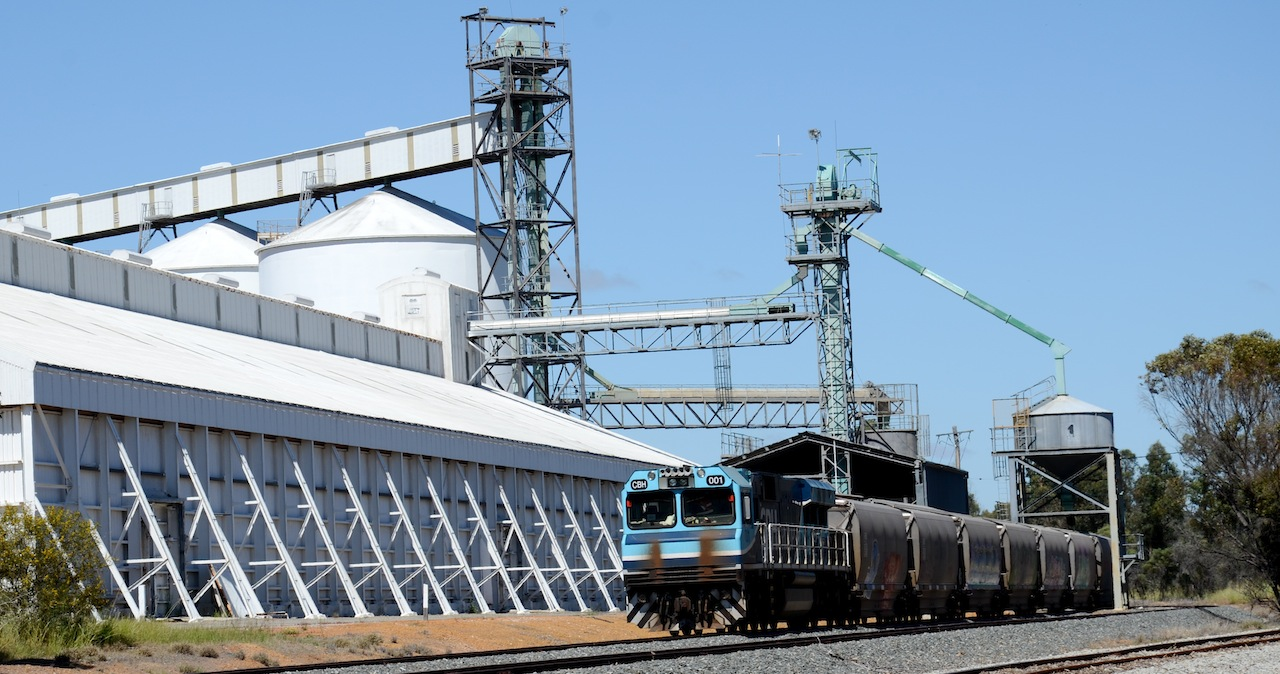
CBH Group opslagpunt
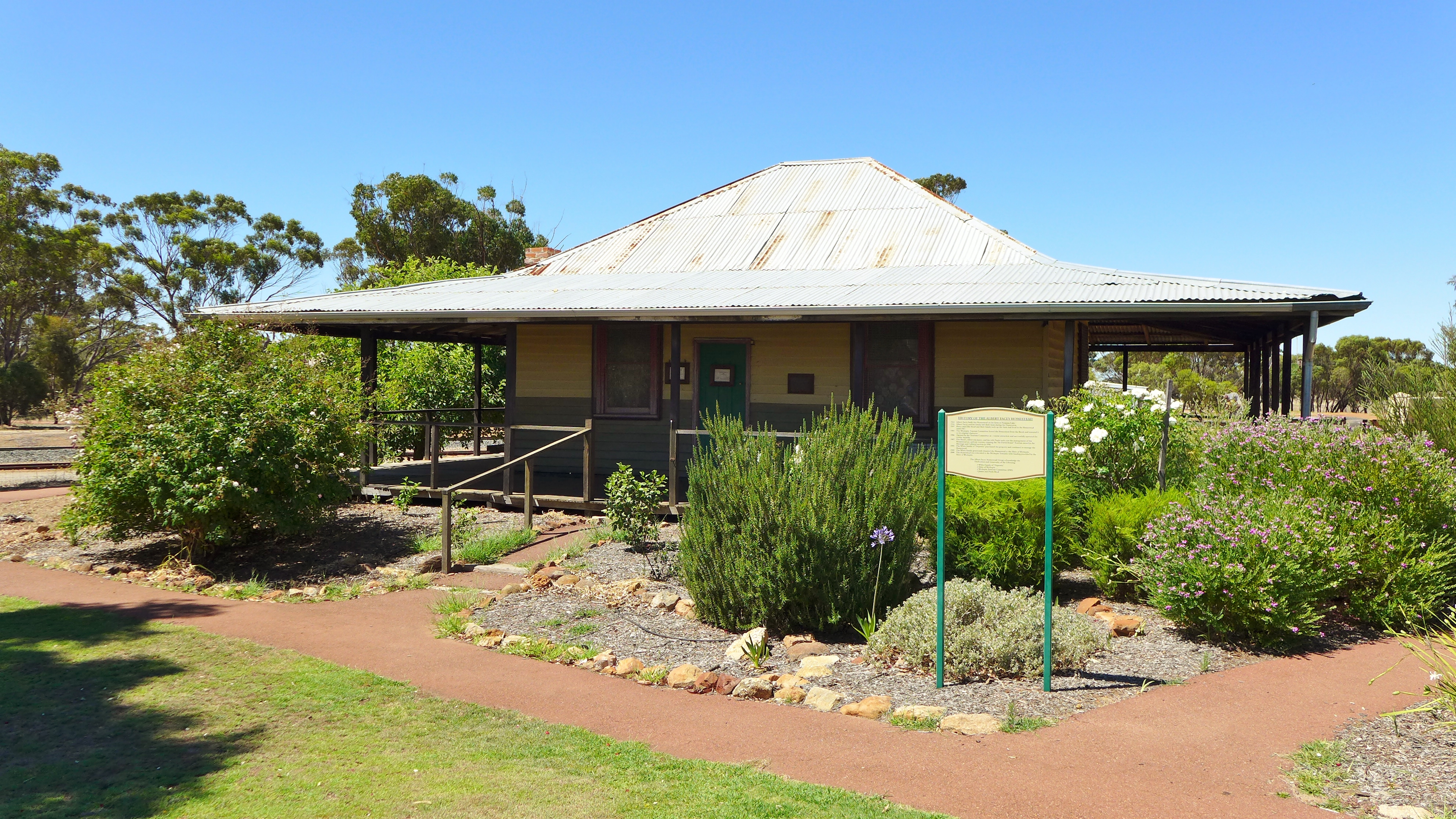
Albert Facey Homestead
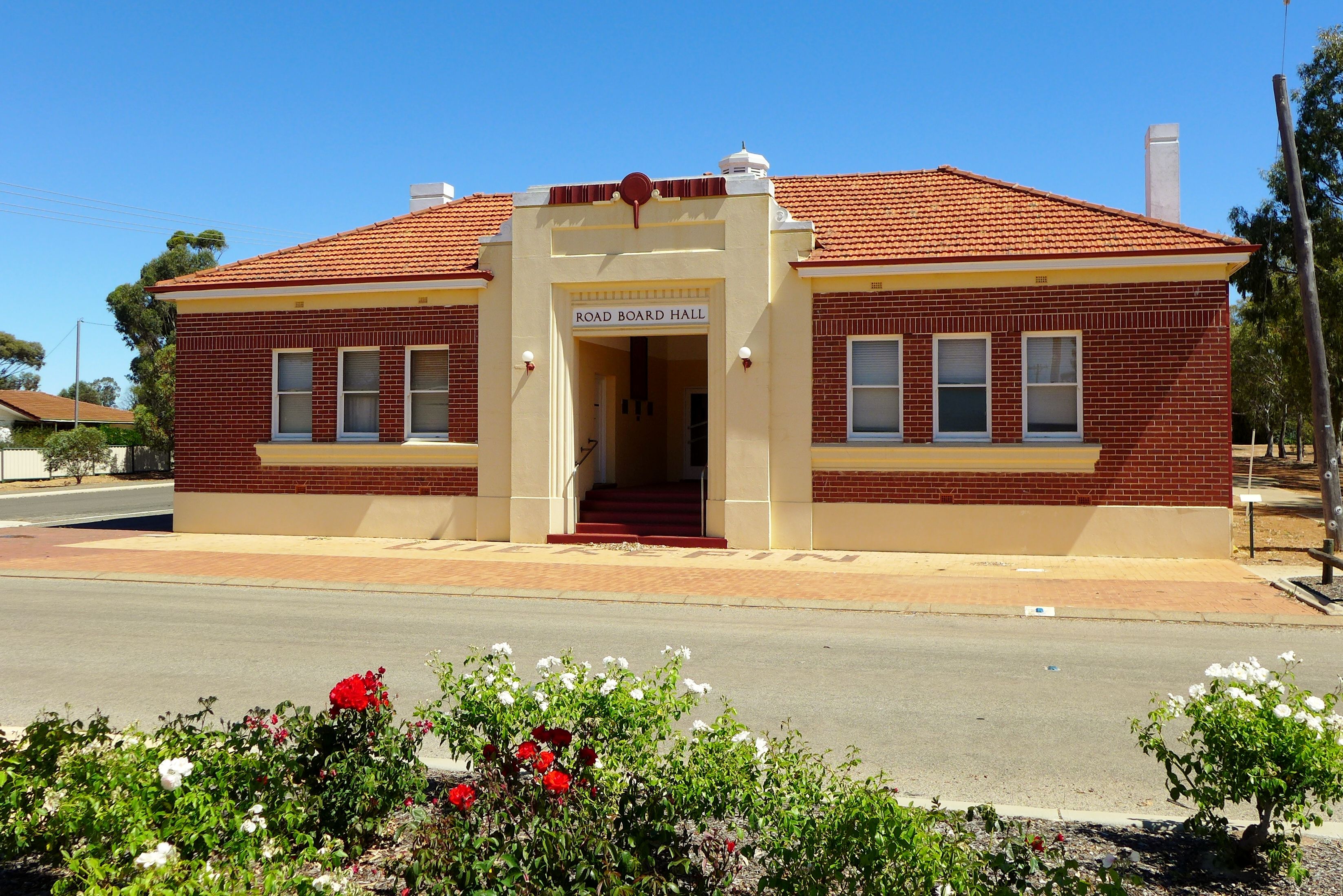
gemeentehuis
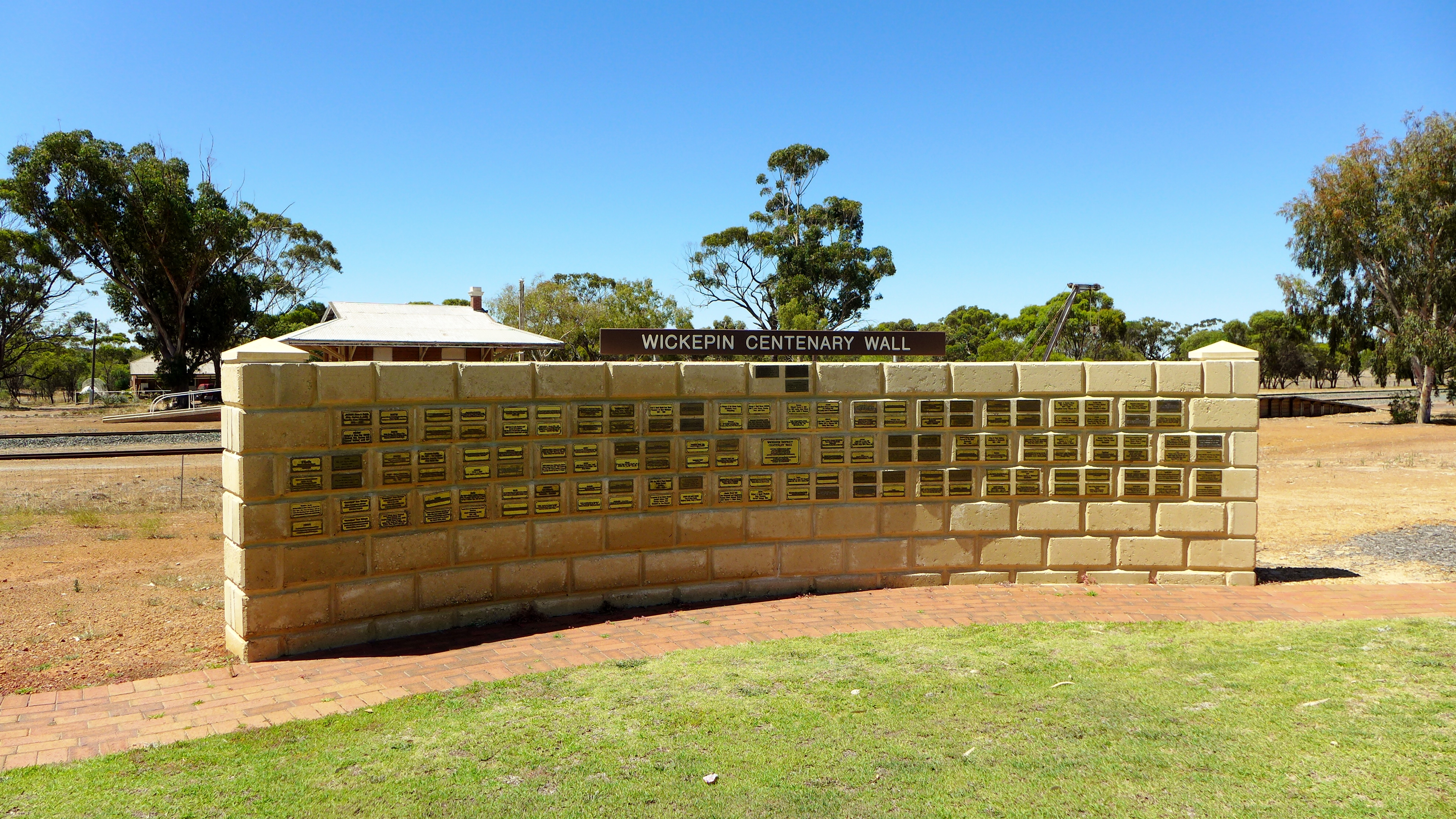
eeuwfeestmuur
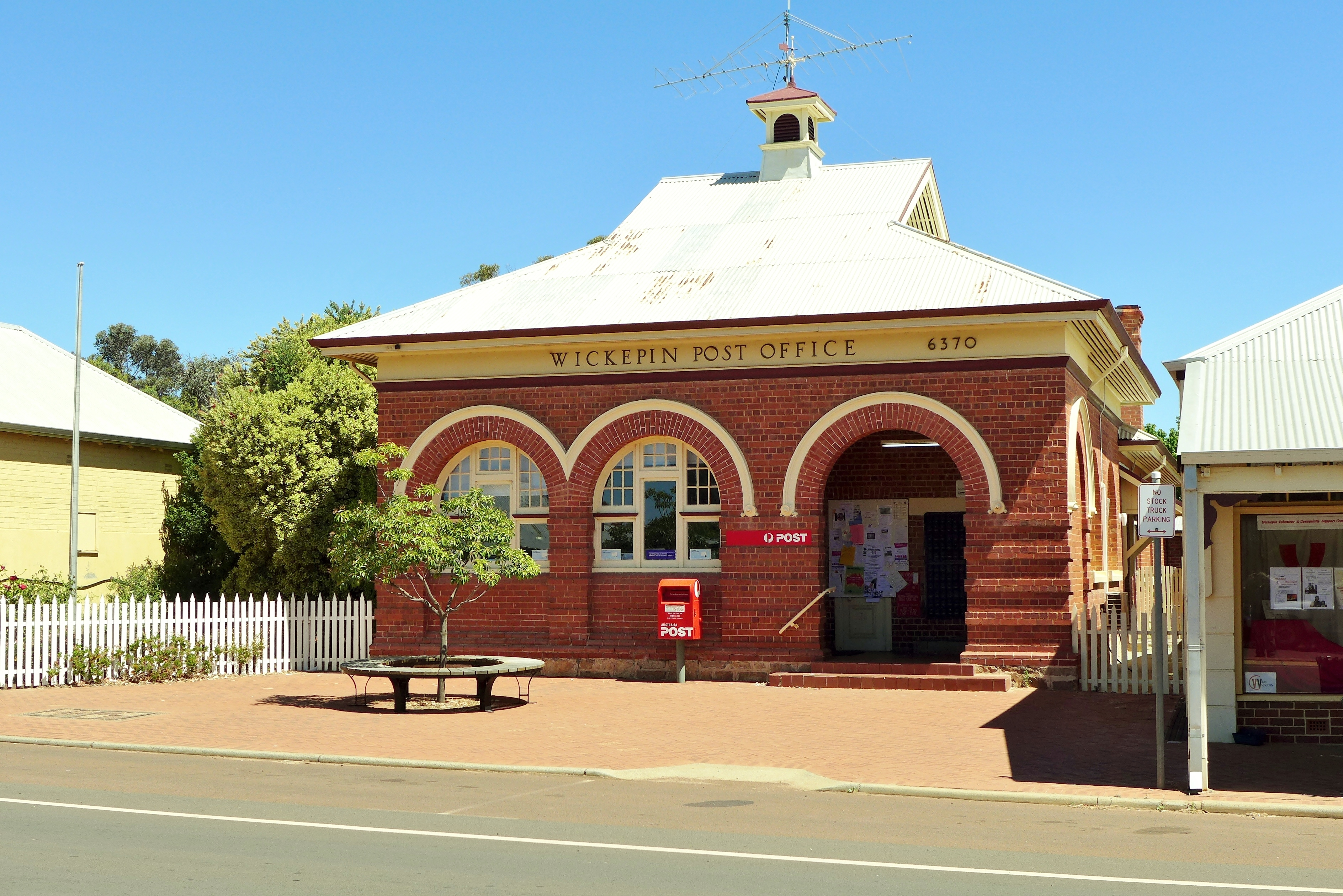
postkantoor

Aldersyde · Amery · Ardath · Arthur River · Baandee · Babakin · Badgingarra · Badjaling · Bailup · Bakers Hill · Balkuling · Ballaying · Ballidu · Beacon · Beenong · Beermullah · Bejoording · Belka · Bencubbin · Bendering · Benjaberring · Beverley · Bilbarin · Bindi Bindi · Bindoon · Bodallin · Bolgart · Bonnie Rock · Boolading · Booraan · Brookton · Bruce Rock · Bullaring · Bullfinch · Bulyee · Bungulla · Buntine · Burakin · Burracoppin · Cadoux · Calingiri · Campion · Caraban · Carrabin · Cataby · Cervantes · Chandler · Chittering · Clackline · Cold Harbour · Congelin · Coomberdale · Copley · Corrigin · Cowcowing · Crossman · Cuballing · Culbin · Cunderdin · Dalwallinu · Dandaragan · Dangin · Darkan · Dattening · Dongolocking · Doodlakine · Dowerin · Dudinin · Dumbleyung · Duranillin · Dwarda · Ejanding · Elabbin · Erikin · Gabbin · Gingin · Goomalling ·  Grass Valley · Greenhills · Guilderton · Gwambygine · Harrismith · Highbury · Hines Hill · Holt Rock · Hyden · Jelcobine · Jennacubbine · Jennapullin · Jitarning · Jurien Bay · Kalannie · Karlgarin · Kellerberrin · Kondinin · Kondut · Koojan · Koolyanobbing · Koorda · Korbel · Korrelocking · Kukerin · Kulin · Kulja · Kulyaling · Kunjin · Kununoppin · Kweda · Kwelkan · Kwolyin · Lancelin · Lake Brown · Lake Grace · Lake King · Ledge Point · Manmanning · Marvel Loch · Meckering · Meenaar · Merredin · Miling · Minnivale · Mogumber · Mokine · Moodiarrup · Mooliabeenee · Moora · Moorine Rock · Moorumbine · Moulyinning · Mount Hardey · Mount Kokeby · Mount Walker · Muchea · Mukinbudin · Muntadgin · Nalya · Nangeenan · Narembeen · Narrogin · New Norcia · Newdegate · Nilgen · Nokaning · North Bannister · Northam · Nukarni · Nungarin · Pantapin · Piawaning · Piesseville · Pingaring · Pingelly · Pithara · Popanyinning · Quairading · Quindanning · Regans Ford · Seabird · Shackleton · Southern Cross · Spencers Brook · Tammin · Tincurrin · Toodyay · Trayning · Varley · Wagin · Walebing · Walgoolan · Wandering · Wannamal · Watheroo · Welbungin · West Dale · West Toodyay · Westonia · Wialki · Wickepin · Wilbinga · Williams · Wongan Hills · Woodridge · Wubin · Wundowie · Wyalkatchem · Yealering · Yelbeni · Yellowdine · Yilliminning · Yerecoin · York · Yorkrakine · Yornaning · Yoting · Youndegin